# Bill Diamond
Pour plus de détails, voir Fiche technique et Distribution.
Bill Diamond (Bill Diamond - Geschichte eines Augenblicks) est un film allemand réalisé par Wolfgang Panzer, sorti en 1999.

## Synopsis
Bill Diamond, un célèbre photographe, s'invente des histoires dans son atelier new-yorkais.

## Fiche technique
- Titre : Bill Diamond
- Titre original : Bill Diamond - Geschichte eines Augenblicks
- Réalisation : Wolfgang Panzer
- Scénario : Wolfgang Panzer
- Musique : Filippo Trecca
- Photographie : Edwin Horak
- Montage : Claudio Di Mauro
- Production : Jean-Claude Cecile, Wolfgang Panzer, Tilman Taube et Anne-Marie Toudic
- Société de production : Arte, Broken Silence Productions, Ciné-Film, Claudia Sontheim Filmproduktion, Schweizer Radio DRS et Tumbleweed Filmproduktion
- Pays de production :  Allemagne,  Suisse et  France
- Genre : comédie dramatique, fantastique et érotique
- Durée : 90 minutes
- Dates de sortie : 
  - Allemagne : 22 avril 1999
  - France : 7 février 2001

## Distribution
- Marek Kondrat : Mark
- Kati Tastet : Jessi
- Martin Huber : Luc
- Tonia Maria Zindel : Marie
- Ettore Cella : Bill Diamond

## Accueil
Jacques Morice pour Télérama trouve que le film comporte « de l'afféterie et pas mal de clichés sur les affres de la création dans ce face-à-face entre un grand photographe torturé et son modèle féminin (forcément) sublime ». Jean-Michel Frodon pour Le Monde évoque un film « à la fois d'une prétention insondable et d'une candeur extrême dans l'étalage de lieux communs ».